# Daniel Ricardo da Silva Soares
Daniel Ricardo da Silva Soares, meglio conosciuto come Ricardo Dani (Felgueiras, 30 gennaio 1982), è un ex calciatore portoghese, di ruolo centrocampista.

## Palmarès

### Club

#### Competizioni nazionali
- Campionato rumeno: 2

CFR Cluj: 2007-2008, 2009-2010
- Coppa di Romania: 3

CFR Cluj: 2007-2008, 2008-2009, 2009-2010
- Supercoppa di Romania: 1

CFR Cluj: 2009